# Пернілла Карлссон
Пернілла Карлссон (фін. Pernilla Karlsson; нар. 11 червня 1990 року, Сіунтіо, Фінляндія) — фінська спортсменка (гандболістка), член збірної Фінляндії з гандболу. Відома також як співачка, вигравши національний відбірковий тур, вона представляла Фінляндію на пісенному конкурсі Євробачення 2012.

## Біографія
Пернілла кародилася 11 червня 1990 року в Сіунтіо в шведськомовній сім'ї.
Гравець гандбольного клубу «Шьюндео ІФ» з Сіунтіо, який виступає в чемпіонаті Фінляндії; володар Кубка Фінляндії з гандболу сезону 2011/2012 у складі свого клубу. Карлссон грала за гандбольну молодіжну збірну своєї країни, зараз є гравцем національної збірної Фінляндії з гандболу..
25 лютого 2012 року Карлссон стала переможницею національного відбіркового туру, отримавши можливість представляти свою країну на щорічному пісенному конкурсі Євробачення з піснею «När jag blundar». За результатами першого півфіналу, який відбувся 22 травня 2012 року, композиція не пройшла до фіналу конкурсу. Примітно, що це друга пісня шведською мовою, яка була представлена від Фінляндії на конкурсі (першою такою композицією стала «Fri?», виконана групою «Beat» 1990 року)..